# 神集島
神集島（かしわじま）は、東松浦半島北西部、唐津市湊町（旧東松浦郡 湊村）の沖約1kmの玄界灘に位置する島。佐賀県唐津市に属し、大字は唐津市神集島。
島の面積は約1.41km2で、人口は289人（2021年11月現在）である。
島名は神功皇后の新羅出兵に際して行われた儀式に由来する。唐津市街地から見た島の形が台形であり、その形から軍艦島と呼ばれることもある。古代には狛島と呼ばれた。なお、周辺では地域や年代等により他の俗称が多数ある。
玄海国定公園に含まれ、島内には海水浴場やキャンプ場（令和3年１月末現在休止中）がある。島の北部には、鬼塚古墳群と呼ばれる古墳時代後期の横穴式古墳群があり、また、ハマユウの群落は唐津市の天然記念物に指定されている。
また、2021年からエミューの飼育を始め、現在50羽くらいの飼育をしている。

## 地理
玄武岩質の台地状の島で、最高点は島南部にあり、そこから北へ向かってなだらかに傾斜する。島の北端から南西方向に砂嘴が伸び、天然の防波堤となっている。砂嘴の先端には海上安全を祈願する住吉神社がある。砂嘴の内側は南西に開けた湾であり、湾に面する島の北西部には第2種漁港の神集島漁港がある。漁港に面して集落が広がる。漁港から対岸にある湊町や立神岩を眺めることができる
廃止統合のために島内に学校はなく、船で本土に通学する形をとる。2004年度に神集島中学校が湊中学校へ、2011年度に神集島小学校が湊小学校へ、それぞれ統合された。

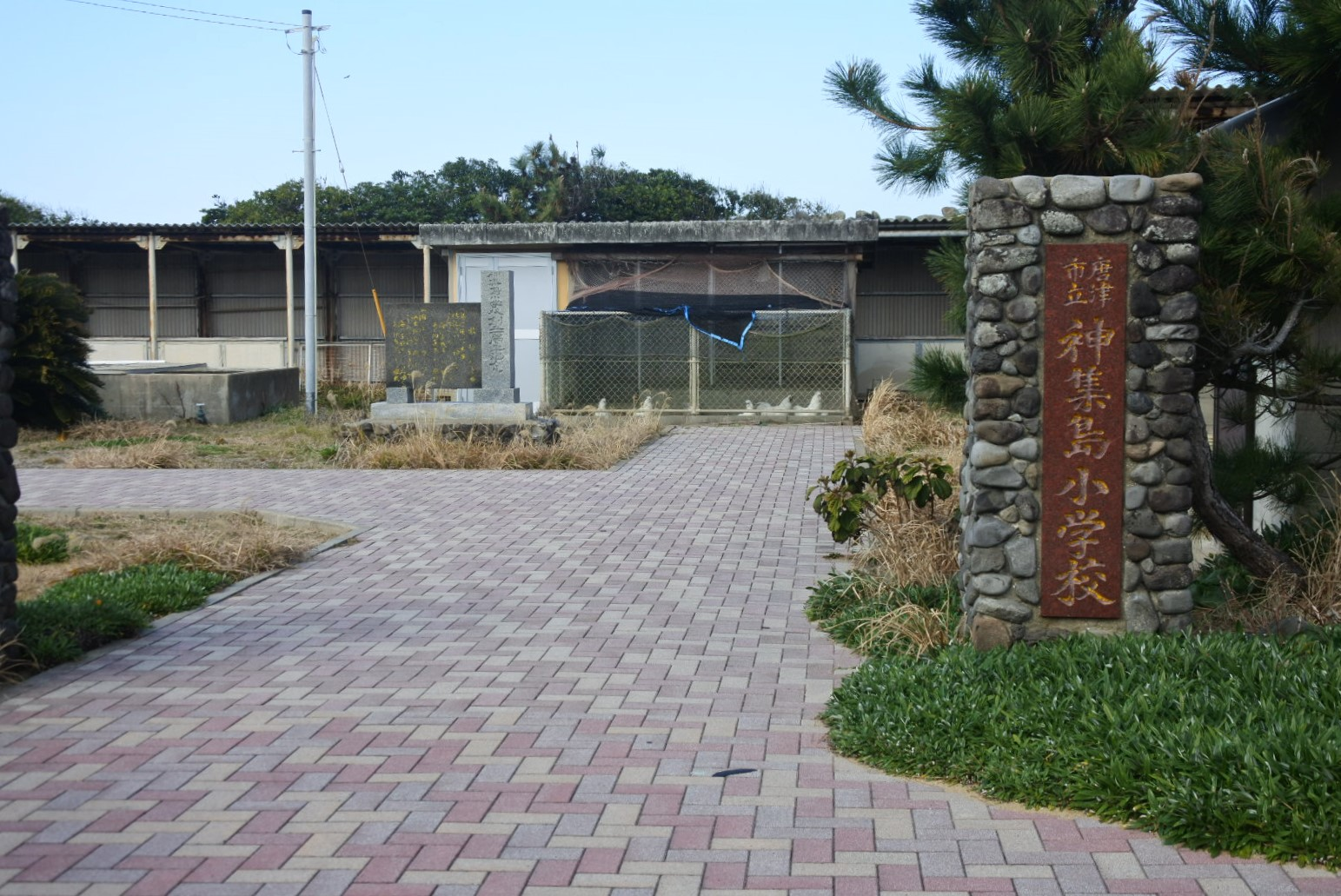
旧神集島小学校跡
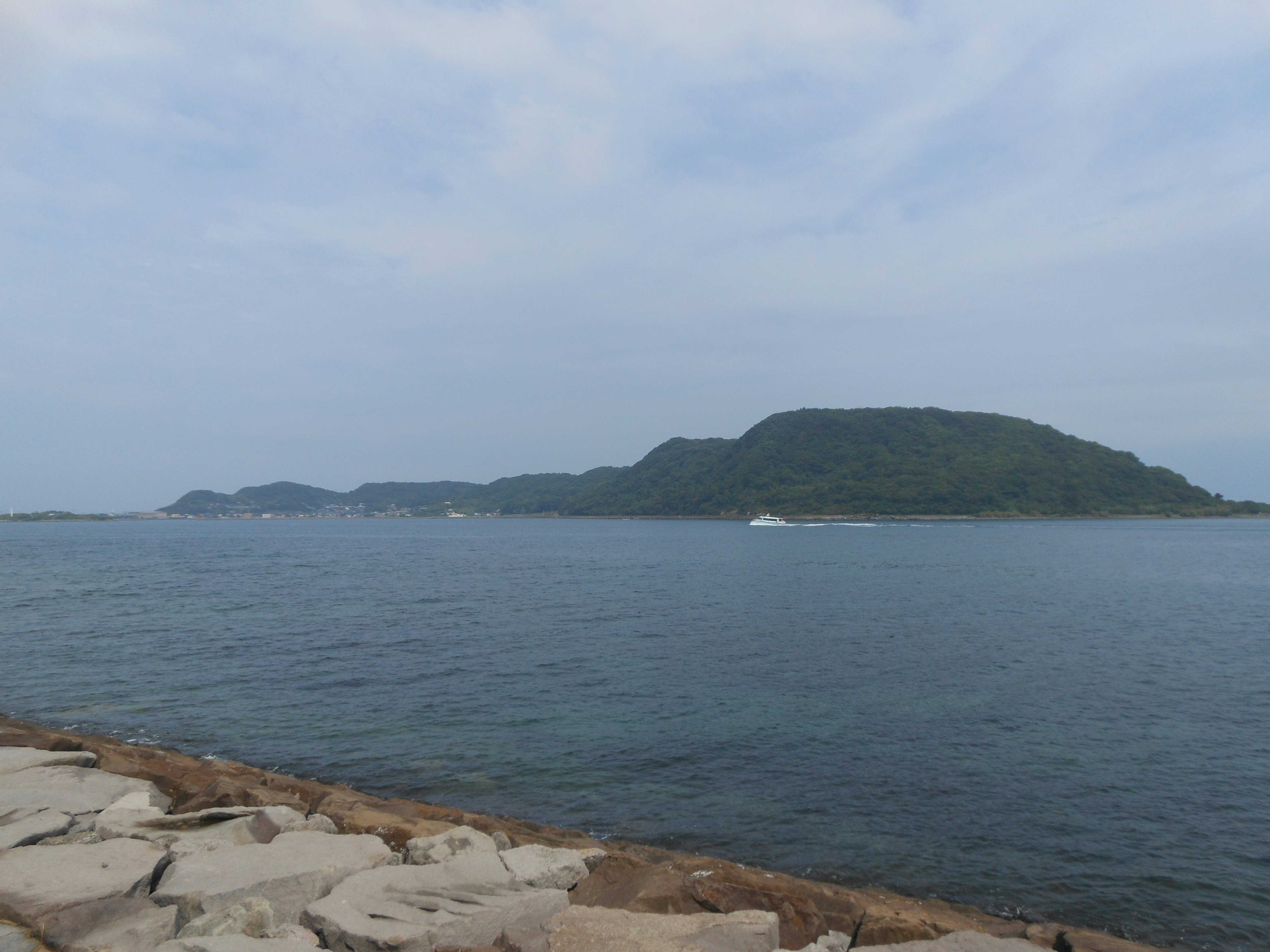
湊港地先の女瀬ノ鼻から望む神集島。島に向かう白い船は定期船「荒神丸」。
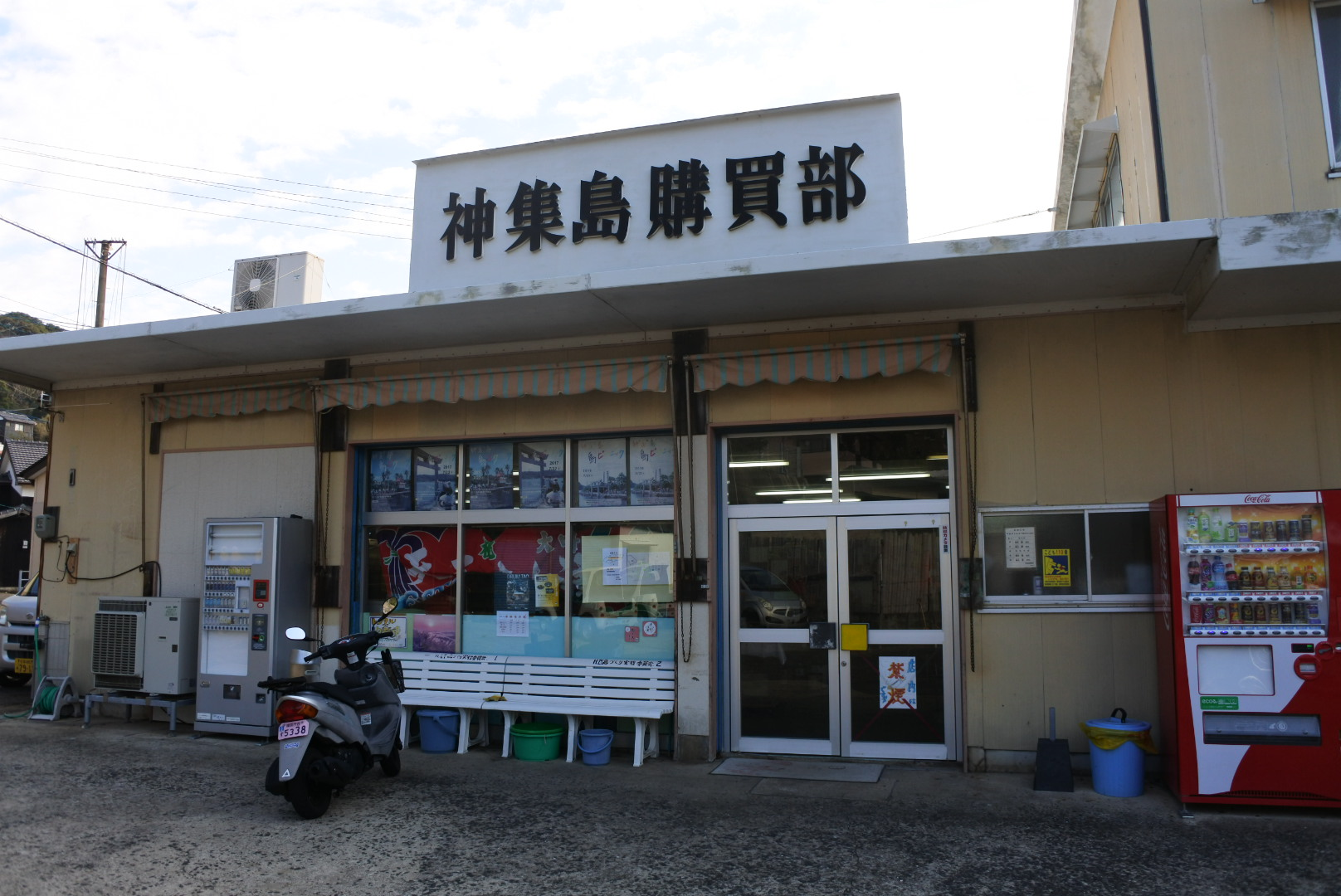
神集島の共同売店

## 歴史
遣新羅使においては、日本国内の停泊地の一つとなった。
慶長5年（1600年）の日本を二分した関ヶ原の戦いに際し、平戸の松浦鎮信が、同じ肥前国の大村喜前、有馬晴信、五島玄雅を誘い、神集島に集まって自身らの去就を話し合った。この四氏は先の文禄・慶長の役でも小西行長配下の第一軍として戦った仲であった。大村喜前の意見が採られ、四氏は徳川家康の東軍に加担することとなり、有馬は行長以下の主力を欠いた小西の南肥後国領土を攻撃している。

## 名跡

### 住吉神社

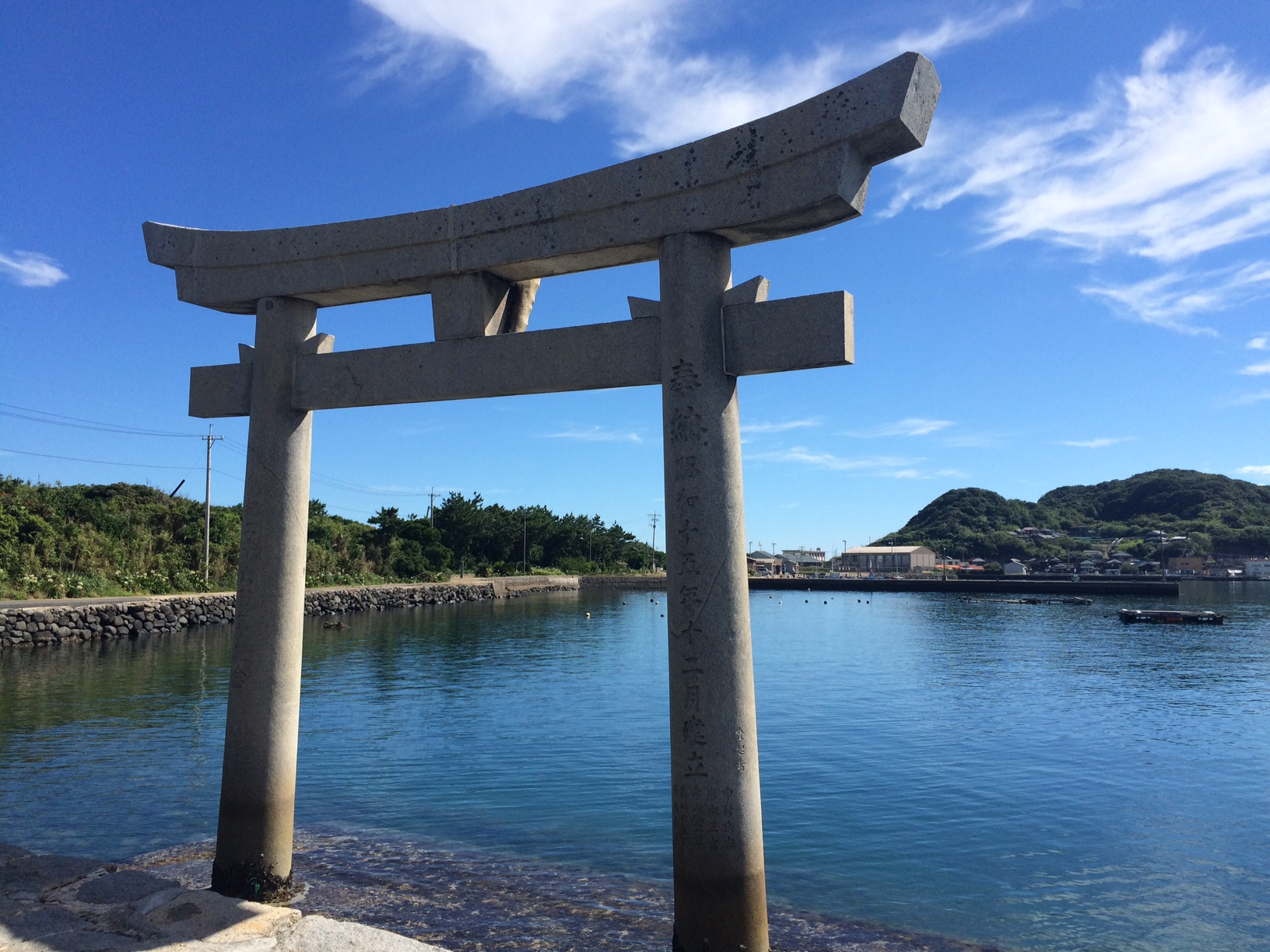
住吉神社の鳥居

住吉神社は島の北部から延びる砂嘴の突端にあり、主祭神として表筒男命・中筒男命・底筒男命の住吉三神を祀る。縁起によれば、神功皇后が新羅出兵の時、神集島に神々を集め、海上の安全を祈ったという。
境内には蒙古襲来の際の蒙古碇石と称するものがある。暴風雨で外洋に逃げようとした蒙古軍船が海中に捨てたものといわれ、昭和2年に住吉神社沖合から引き揚げられた。凝灰岩製で、長さ2.68m、最大幅0.38m、最大厚み0.26m。玄界灘沿岸で発見された蒙古碇石30例のうち、湊の八坂神社のもの次いで大きい。市指定文化財。

### ハマユウ群生地
ハマユウはヒガンバナ科の常緑多年草で和名をハマオオモトという。唐津市神集島の海岸沿い240mが群生地で、神集島の南西端、宮崎にまつられている住吉神社の北側、玄界灘に面して石ころの多い浜辺に自生する。佐賀県では唐津市周辺の海岸地帯、小川島、高島に自生している。九州北部では珍しく、ここが北限と言われている。

### 万葉の碑

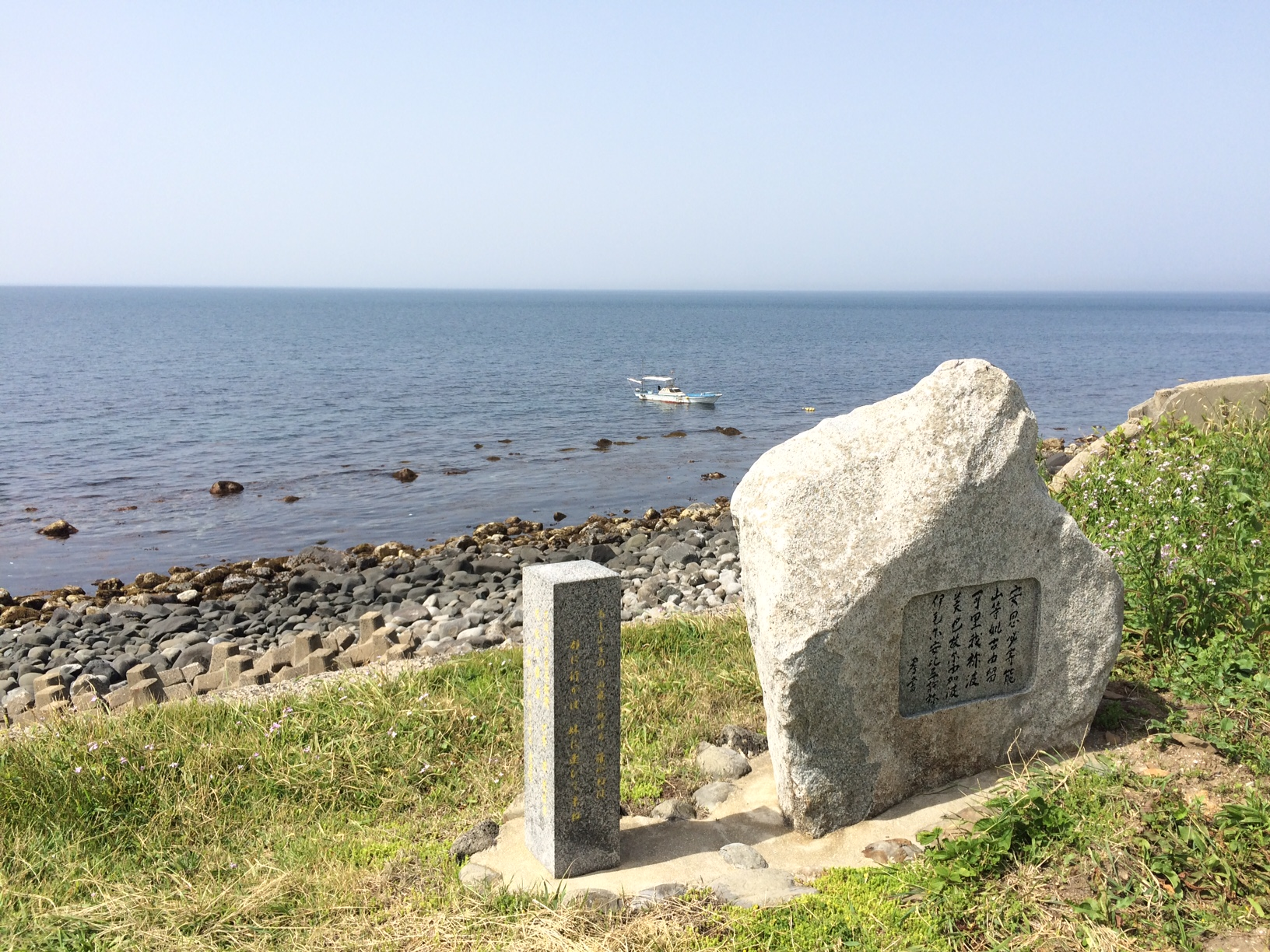
万葉の碑
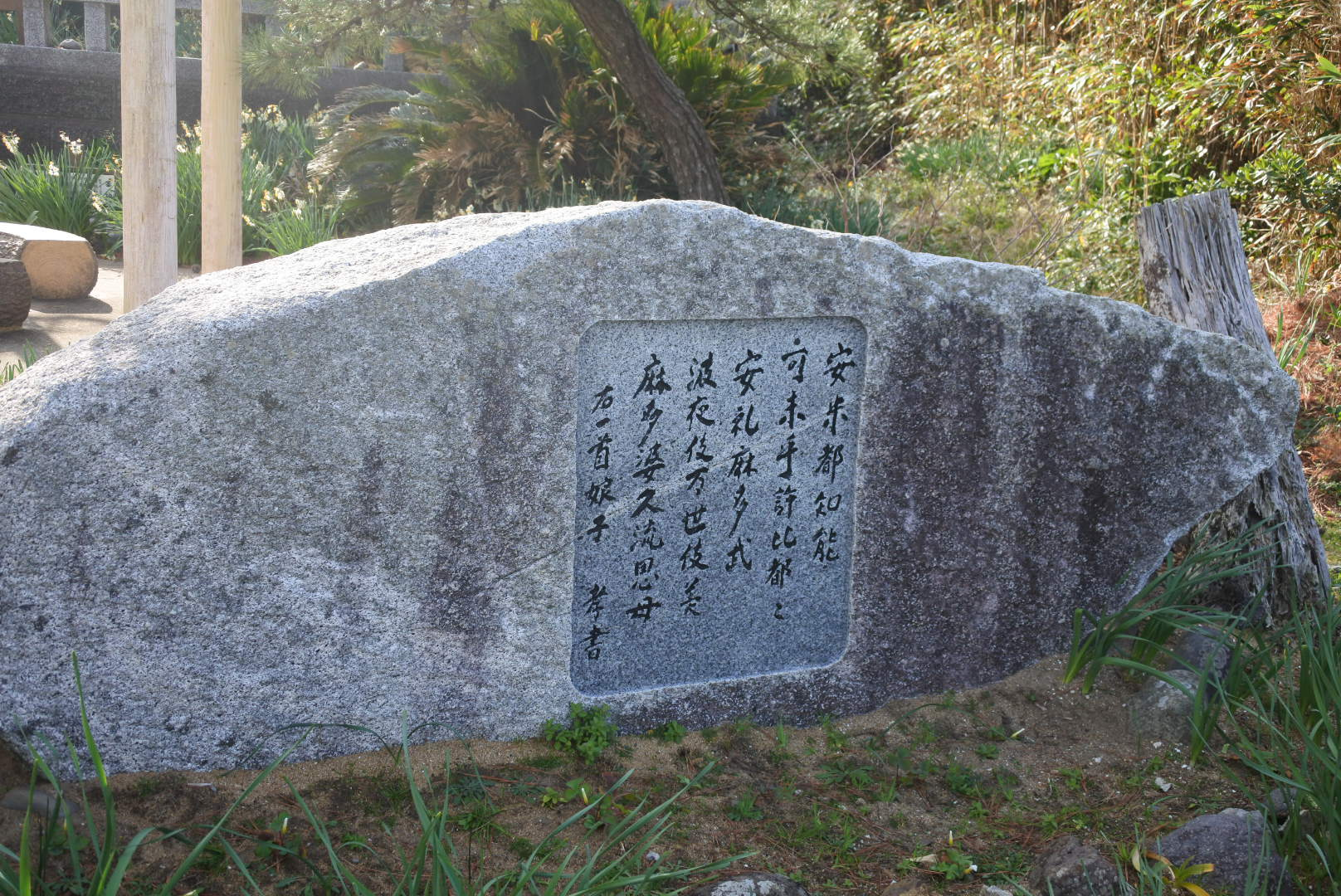
住吉神社前の万葉歌碑

万葉集に詠まれている七首の歌碑で、島内に7箇所建っている。万葉学者の犬養孝による揮毫である。採られている歌は天平8年（736年）、大和朝廷の使節として新羅へ旅立つ一行が立ち寄り、その時に思いを詠んだものと伝えられている。

## 交通
本土とは唐津汽船の定期船「からつ丸」が就航しており、唐津市湊町の湊港から約8分である。